# Большое Косиково
Большое Косиково — деревня в Грязовецком районе Вологодской области.
Входит в состав Ростиловского муниципального образования, с точки зрения административно-территориального деления — в Ростиловский сельсовет.
Расстояние по автодороге до районного центра Грязовца — 10 км, до центра муниципального образования Ростилово — 3 км. Ближайшие населённые пункты — Рождество, Студенец, Крохино.
По переписи 2002 года население — 63 человека (26 мужчин, 37 женщин). Всё население — русские.
Название не склоняется по падежам.